# The Art Newspaper
The Art Newspaper es un periódico mensual sobre arte visuales fundado en el año 1983 con sede en Londres por el mismo editor de il Giornale dell'Arte. Se publica en formato periódico y en blanco y negro. Está dirigido especialmente a profesionales del arte, y a pesar de que se vende en los principales distribuidores, no suele llegar en los pequeños comercios. Philippe de Montebello, exdirector del Metropolitan Museum of Art de Nueva York, lo calificó como "Una valiosa fuente de información sobre arte y el mundo del arte".
Está publicado por la editorial italiana Umberto Allemandi y tiene 4 publicaciones paralelas. Cuenta con oficinas en Londres y Nueva York, además de corresponsales en más de 20 países como Italia, India y Alemania.
La cúpula está formada por la directora general Anna Somers Cocks y el consejero delegado James Knox.

## Publicaciones hermanas
Versiones del periódico The Art Newspaper publicadas en otros países:
- Ta Nea Tes Technes, fundada en Atenas (1992).
- Il Giornale dell'Arte, fundada en Torino (1983).
- Le Journal des Arts, fundada en París (1994).